# Livre des Rois (Ferdowsi)
Pour les articles homonymes, voir Livre des Rois.
Le Livre des Rois ou Shâhnâmeh (en persan : شاهنامه / Šâhnâme /ʃɒːhnɒːˈme/  ; romanisation ALA-LC : Shāhnāmah) est une épopée retraçant l'histoire de l'Iran (Grand Iran) depuis la création du monde jusqu'à l'arrivée de l'Islam, en plus de 60 000 distiques écrits aux alentours de l'an mille par Ferdowsi.

## Contexte de rédaction

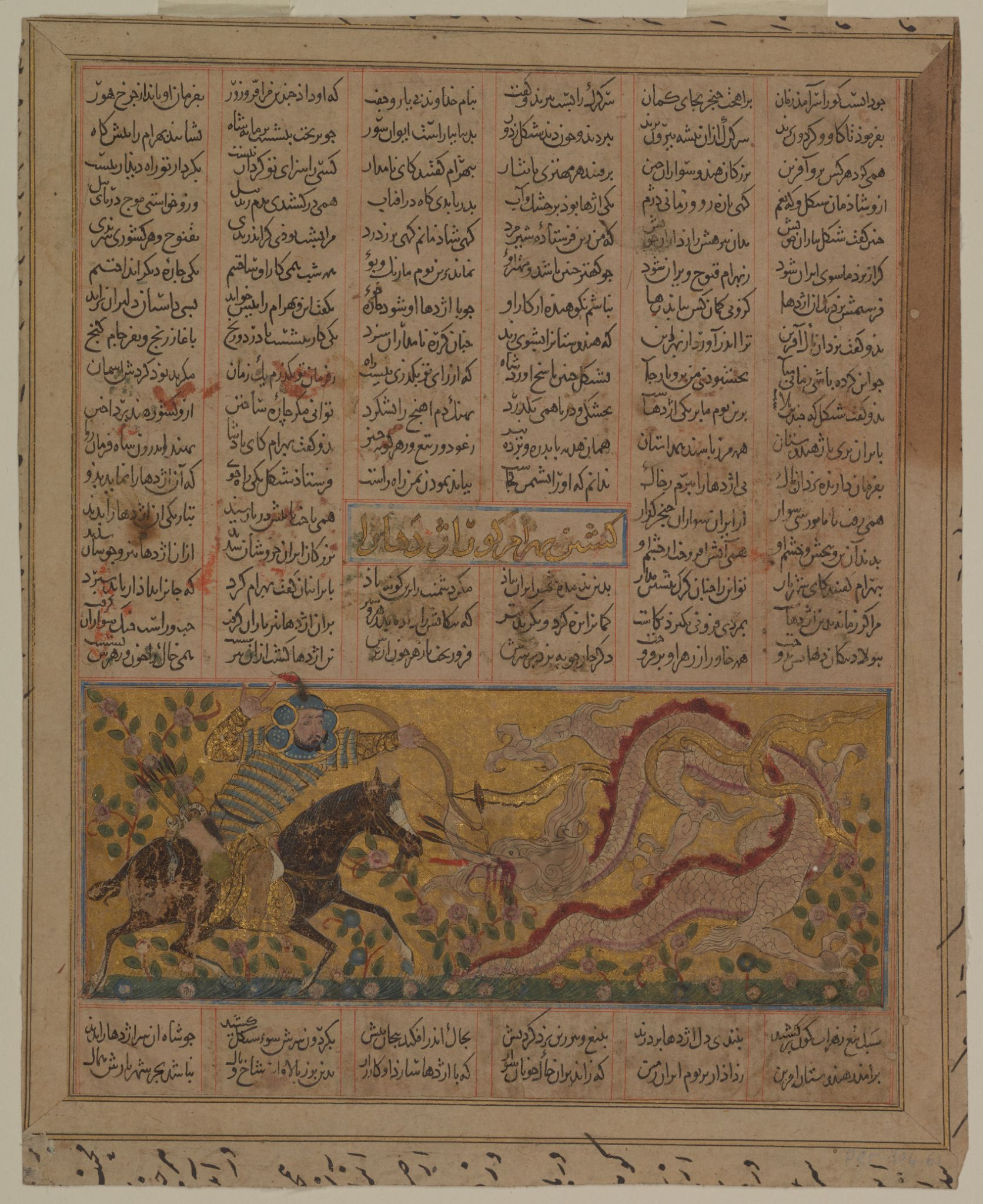
Feuillet issu d'un manuscrit du « Premier Petit Shahnama », plus ancien exemplaire connu du Livre des Rois (Shahnama). Chester Beatty Library Per 104.60.

On ne connaît que très mal la vie de Ferdowsi, la principale source à ce sujet étant le Livre des Rois lui-même. D'autres poètes, comme Nizami, ont écrit sur sa vie, mais l'écart chronologique est trop grand pour que la source soit fiable.
Le Livre des Rois est rédigé pendant une période de troubles politiques : depuis le IXe siècle, le pouvoir du calife abbasside est remis en cause, et la dynastie des Samanides a pris le pouvoir en Perse. Depuis leur capitale principale de Boukhara, ils patronnent une importante activité intellectuelle, protégeant des hommes de lettres, comme les poètes Roudaki et Daqiqi, l'historien Bal'ami ou encore les philosophes Rhazès et Avicenne. Cependant, sous la pression des turcs d'Asie centrale, l'émir Nuh II est contraint de nommer Mahmoud Ghaznavi gouverneur du Khorassan. Celui-ci, grâce à une alliance avec les turcs qarakhanides de Transoxiane renverse l'émirat samanide en 1005.
Malgré sa richesse, Ferdowsi cherche un protecteur pour accomplir ce qu'il juge comme l'œuvre de sa vie : la compilation des légendes persanes. Prenant le relais de Daqiqi après sa mort en 980, il commence immédiatement à écrire pour différents commanditaires. Mais il ne trouve un protecteur réellement puissant qu'avec l'arrivée de Mahmoud au pouvoir. Il a alors 65 ans, et subit déjà des problèmes d'argent. Pour des raisons financières, mais peut-être également religieuses (Ferdowsi était chiite, selon Nizami, ou peut-être zoroastrien), pourtant, le poète se sépare relativement rapidement de son dédicataire, qui visiblement faisait peu de cas d'une œuvre qui ne pouvait le servir politiquement. « Si Mahmoud n'avait pas eu l'esprit aussi borné/Il m'aurait placé dans un rang élevé », écrit Ferdowsi dans son Livre des Rois. Après la publication d'une satire sur son ancien protecteur, largement diffusée, Ferdowsi se voit contraint de fuir vers des cours provinciales (Bagh, Ahwez[Quoi ?]). Il meurt aux alentours de 1020 dans la gêne. 
Une légende raconte qu'au même moment où on transférait la dépouille de Ferdowsi, on croisait les chameaux de Sultan Mahmoud arrivant avec des quantités d'or et d'argent en guise de pardon.

## Le contenu et la forme

### Texte antérieur de Daqiqi
Lorsque Ferdowsi entama l'écriture du Livre des Rois, il ne partait pas de rien. En effet, c'est le poète Daqiqi qui eut le premier l'idée d'écrire cette grande épopée, et qui en commença la rédaction. Malheureusement, il mourut assassiné par un esclave vers 980, ne laissant qu'un millier de distiques. 
Ferdowsi, malgré les critiques acides dont il les accompagne, les incorpora dans son œuvre, et développa considérablement l’idée de son prédécesseur. 
Selon ses propres dires, il lui fallut trente ans pour terminer la rédaction de l'épopée (« voici trente ans de ma vie en souffrance… »), qui dut donc être achevée vers 1010, soit dix ans avant son décès.

### Sources
« Tout ce que je dirai, tous l'ont déjà conté/Tous ont déjà parcouru les jardins du savoir », écrit l'auteur. En effet, le Livre des Rois puise ses sources dans l'importante tradition mythologique iranienne. Les thèmes ne sont pas nouveaux : les exploits du héros Rostam, par exemple, étaient déjà peints à Takht-i Sulayman plusieurs siècles auparavant.
Selon Gilbert Lazard, les sources les plus anciennes sont des mythes indo-iraniens, comme l'Avesta, des mythes scythes (pour le cycle de Rostam et de sa famille) et des mythes parthes. 
Pour les parties plus historiques, Ferdowsi aurait repris en partie l’Iskandar Nâmeh du pseudo-Callistène, les chroniques royales sassanides, la littérature romanesque en moyen perse et des recueils de maximes et de conseils, cités textuellement dans le Livre des Rois. 
De la fin de l'époque sassanide, on connaît également une compilation du Khwadayènamag traduit par Ibn al-Muqaffa en arabe au VIIIe siècle.
Il ne faut pas non plus oublier les sources orales, innombrables, dont Ferdowsi s'est indubitablement servi ; elles constituent sans doute la principale source d'inspiration du poète.
Enfin, il faut également dire un mot des embryons de Livre des Rois dont Ferdowsi a repris une partie de ses informations.
On connaît un Livre des Rois entrepris sous l'influence du gouverneur de Tous, Abou Mansour, par un collège de quatre zoroastriens. Ceux-ci s'inspiraient d'ailleurs du Khwaday-Namag déjà cité. Ce texte en prose est une source attestée de celui de Ferdowsi.
Il existe également un poème en persan de Massudi de Merv composé au début du Xe siècle, dont ne subsistent actuellement que trois distiques. On ne sait pas si Ferdowsi en eut réellement connaissance.
Enfin, le poème de Daqiqi de 975-980 fut une source certaine de l'épopée.

### Langue

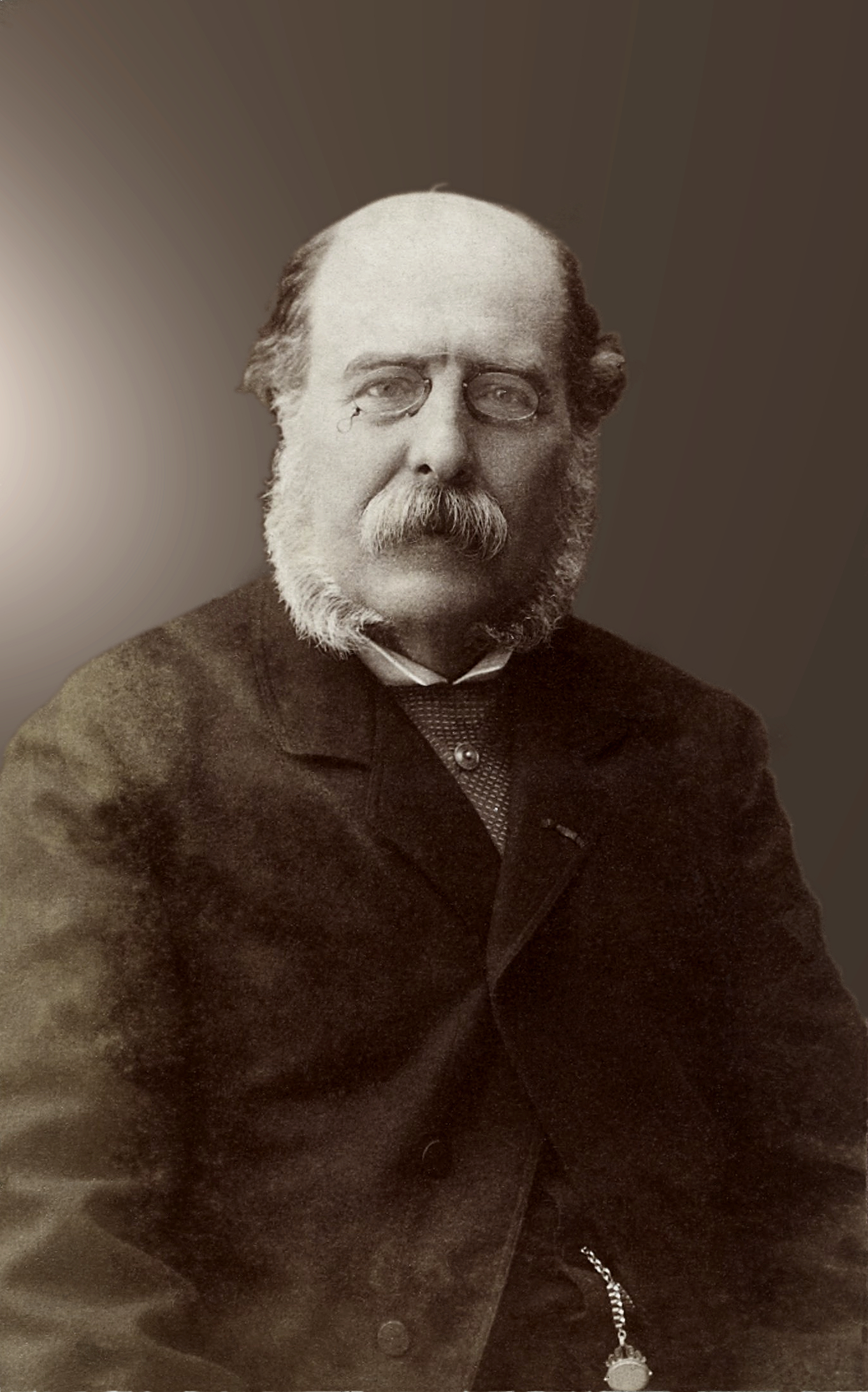
Charles Barbier de Meynard participa à la première traduction en langue européenne du Livre des Rois.

Avec la conquête arabe, le moyen perse, parlé au temps des Sassanides, disparut des documents écrits au profit de l'arabe. Ce n'est qu'au IXe siècle que réapparut cet idiome, sous un nouveau visage : le persan. Ce langage résulte en fait de la transformation orale du moyen perse, qui resta couramment parlé dans le monde bien qu'il ne fût pas écrit, et s’enrichit de mots arabes. 
Ferdowsi, en utilisant le persan dans un texte aussi considérable que le Livre des Rois, signe véritablement l'acte de naissance de cette langue, même si elle était déjà parfois utilisée par certains écrivains iraniens.
Il ne faut toutefois pas croire que le Livre des Rois du Xe siècle se conserva tel quel au fil du temps. Le texte fut repris, remanié, pour adapter la langue au contexte notamment. Les fautes des copistes se perpétuèrent. Le texte fut révisé principalement en 1334-35 par le vizir de Rashid al-Din, puis en 1425-26 pour le sultan Baysunghur. C'est cette version que l'on utilise le plus souvent.

### Versification
Le texte comporte, selon les versions, de 40 000 à 60 000 distiques de deux vers de onze syllabes chacun rimant entre eux. 
Tous les vers ont le même rythme : C L L C L L C L L C L (C=courte/L=longue). 
Les phrases (figures de styles) et les rimes sont généralement stéréotypées. Cela en facilite la mémorisation par le récitant.

### Structure
Gilbert Lazard divise le texte en trois grandes parties (augmentées d'une introduction), qui couvrent cinquante règnes.
- L'introduction est le moment où Ferdowsi explique, entre autres, pourquoi et comment il a écrit ce texte.
- L'histoire des « civilisateurs » est une partie relativement brève, qui comprend
  - La création du monde, sa sortie « hors du néant »
  - La dynastie des Pichdadiens, « les premiers créés », qui enseignent aux hommes tous les arts (maîtrise du feu, travail des métaux, construction des maisons, médecine, irrigation, justice, etc.), parmi lesquels règne Djamchid.
  - La chute de cette dynastie due au Mal, incarné par Zahhak, dont la tyrannie dure mille ans, et qui finalement sera renversé par le justicier Fereydoun. À la mort de celui-ci, son royaume est partagé entre ses trois fils, mais les deux plus âgés assassinent leur cadet, ce qui marque le début de la longue guerre entre Iran et Touran.
- L'histoire des rois légendaires constitue la partie la plus longue, et la plus sujette à l'épopée. Une grande partie est consacrée à la guerre entre Iran et Touran, et c'est dans ce contexte que sont développés les cycles des grands héros comme Rostam, Goudarz (en), Tous (en), Bijan… Le récit central, la guerre contre le souverain du Touran, Afrassiab, est entrecoupé d'histoire secondaires, qui lui sont plus ou moins rattachées, telles que celle de Bijan et Manijeh. La religion Zoroastrienne prend une place plus visible que dans les autres passages.
- La partie « historique » est composée de récits de batailles et d'anecdotes ponctués souvent par une morale. Les personnages présentés sont plus humains (notamment sur le plan de la durée de vie). On peut identifier plusieurs périodes qui correspondent à des moments historiques :
  - Les Achéménides, qui sont assez peu développés. Darius II prend le nom de Darab et son fils Darius III, celui de Dara, qui est vaincu par Iskandar.
  - Le cycle d'Iskandar, c’est-à-dire Alexandre le Grand, est une reprise de l’Iskandar Nâmeh du pseudo-Callisthène. C'est un passage très développé, qui présente peu de points communs avec l'histoire réelle. Alexandre est présenté comme un sage, qui a notamment dépassé le bout du monde, conversé avec l'arbre waq-waq…
  - Les rois ashkanian sont mentionnées rapidement. Ils correspondent aux Parthes arsacides, mais l'auteur a dû ici se trouver confronté à la quasi-absence de sources.
  - La dynastie sassanide, enfin, occupe un tiers du récit entier. On y trouve à la fois des récits de bataille, des anecdotes ponctuées par des morales et des discussions philosophiques.

### Personnages

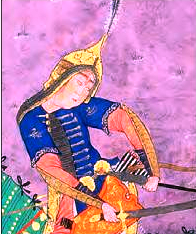
Gordafarid, héroïne du Livre des Rois, se battant contre Sohrab. Miniature d'un ouvrage du XVIe siècle.

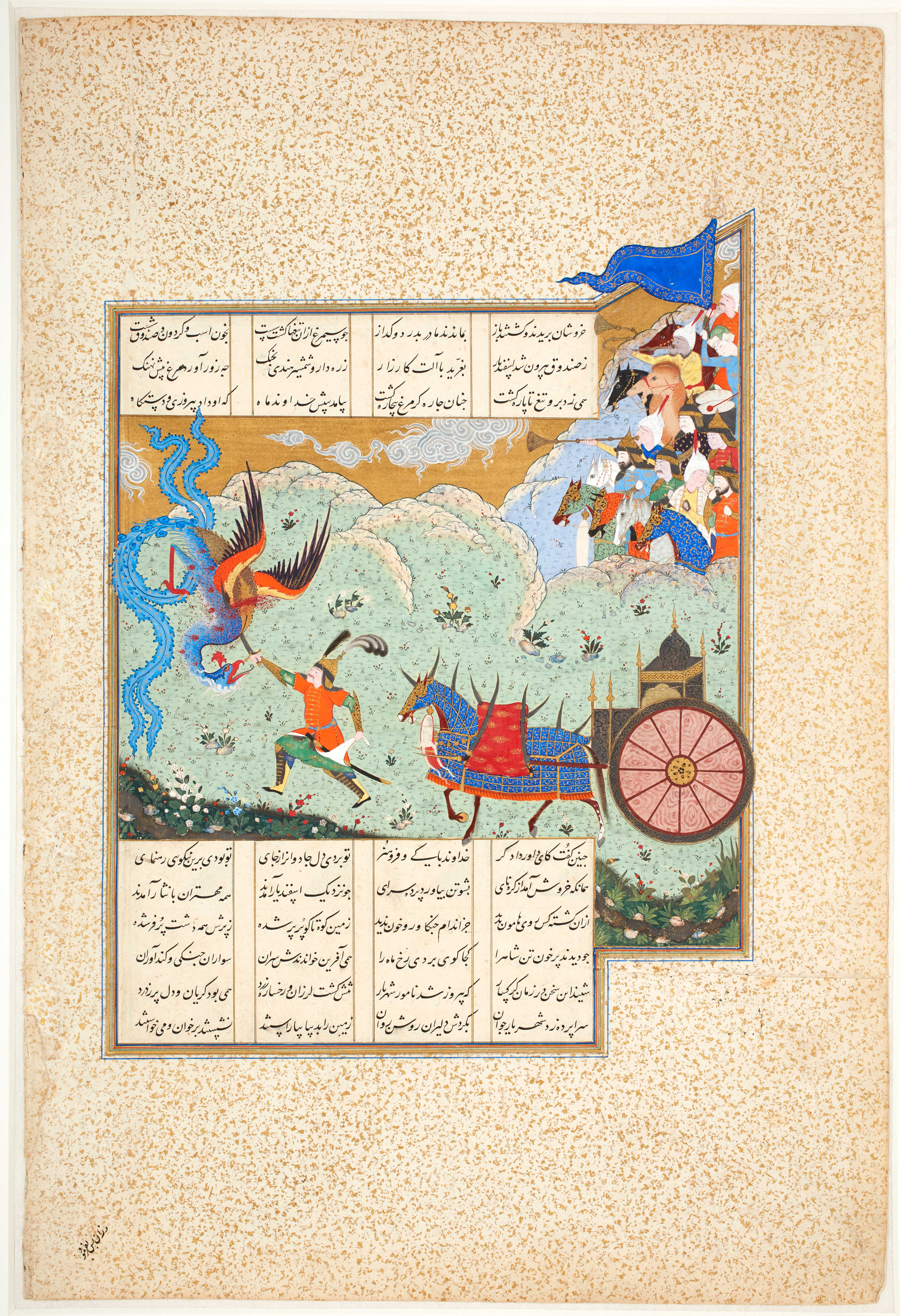
La cinquième épreuve de Esfandiar dans le livre des rois. Une miniature réalisée entre 1520 et 1535.

- Afrassiab, roi régnant sur le royaume turc du Touran, situé au nord-est de l'Iran. Il cherche à de multiples reprises à déstabiliser l'Iran et à lui déclarer la guerre.
- Faranguis, fille d'Afrassiab et mère de Siavach.
- Fereydoun, roi iranien descendant de Djamchid, symbole de générosité et de justice ayant battu le roi maléfique Zahhak. Il est supposé avoir régné 500 ans d'après l'Avesta, puis aurait partagé son royaume parmi ses trois fils : Salm héritant de Roum et de l'Occident (Asie mineure), Tour (en) du Touran (Asie centrale), et Iradj de l'Iran. Ce dernier sera assassiné par ses frères par jalousie, puis vengé par son petit-fils Manoutchehr. Tous les rois suivants de l'Iran seront systématiquement cherchés parmi les descendants justes et nobles de Fereydoun.
- Djamchid, quatrième et plus grand des premiers Chahs de l'humanité, il correspondrait à Yima dans l'Avesta et à Djama Yama dans les Vedas, aurait inventé le parfum, les remèdes à base de plantes, la confection des vêtements et des tapis persans, et aurait instauré la répartition du peuple en quatre classes proches du système de castes. Il est le fils du troisième Chah Tahmouras, nommé Dive Band pour avoir ligoté les démons, petit-fils du deuxième Chah Houchang supposé avoir découvert le feu et inventé l'agriculture, et arrière-petit-fils de Keyoumars premier Chah de l'humanité et premier homme créé par Ahura Mazda.
- Key Khosrow, fils de Siavach, Chah légendaire d'Iran affrontant le roi Afrassiab.
- Keyoumars, premier homme créé par Ahura Mazda, premier Chah de l'humanité et arrière-grand-père de Djamchid.
- Manoutchehr, roi iranien petit-fils d'Iradj et arrière-petit-fils de Fereydoun, il vengea l'assassina de son grand-père par les rois de Roum et du Touran.
- Rakhch, cheval légendaire fort et rusé du héros Rostam, ayant souvent protégé ce dernier pendant son sommeil.
- Rostam, fils de Zal et de Roudabeh, présenté comme le plus fort des héros légendaires de la mythologie iranienne, ayant accompli le voyage aux sept étapes-épreuves et vaincu le dive Akvan et le dive blanc Séphide. L'un des épisodes les plus importants est son affrontement avec son fils Sohrab qu'il tue sans l'avoir reconnu sur le champ de bataille.
- Roudabeh, princesse de Kaboul, fille du roi Mehrab Kaboli, épouse de Zal et mère de Rostam.
- Chabrang, cheval légendaire du héros Siavach.
- Siavach, mari de Faranguis, la fille du roi Afrassiab du Touran où il est exilé, il est une figure majeure du Shahnameh.
- Sohrab, fils de Rostam et de Tahmineh, il est à la tête de l'armée turque du Touran lorsqu'il affronte et est tué par son propre père, Rostam, lui-même défendant l'armée d'Iran.
- Tahmineh, fille du roi de Samangan (en) en Afghanistan, épouse de Rostam et mère de Sohrab.
- Zahhak, roi tyrannique et maléfique ayant embrassé le diable Ahriman, se retrouvant par conséquent avec un serpent dans chaque épaule à se nourrir chaque jour du cerveau de jeunes hommes, puis ayant usurpé le trône de Djamchid et étant finalement battu par le prince Fereydoun et enchaîné au Mont Damavand.
- Zal, fils de Saam et père du héros Rostam, guerrier mythique albinos ayant été élevé par Simorgh, l'oiseau fabuleux de la mythologie perse.

## Postérité

### LeLivre des Roiset la culture persane
Le Livre des Rois est sans doute l'œuvre littéraire la plus connue en Iran et en Afghanistan, avec le Khamsa de Nizami, qui d'ailleurs s'en inspire. La langue a peu vieilli (selon G. Lazard, lire le Livre des Rois pour un iranien correspond un peu à lire Montaigne dans le texte en France) bien qu’il constitue un monument incontournable pour les récitants et les poètes encore de nos jours.

### LeLivre des Roiset l'art persan
Le texte du Livre des Rois a bien entendu donné lieu à de nombreuses représentations, dans la peinture persane comme dans les objets (céramique, etc.).
Les premiers manuscrits illustrés du Livre des Rois datent de la période il-khanide. Le Shâh Nâmeh Demotte (du nom du libraire parisien, Georges Demotte qui le dépeça au début du XXe siècle) est l'un des manuscrits les plus connus et les plus étudiés des arts de l'Islam. Riche de plus de 180 illustrations, ce grand codex (58 cm de haut) fut dépecé au début du XXe siècle, et vit ses pages dispersées dans différents musées occidentaux. Le musée du Louvre en conserve trois, le Metropolitan Museum of Art de New York et le Freer Gallery de Washington quelques autres. Ce manuscrit pose de nombreux problèmes de datation, car il ne comporte pas de colophon conservé.

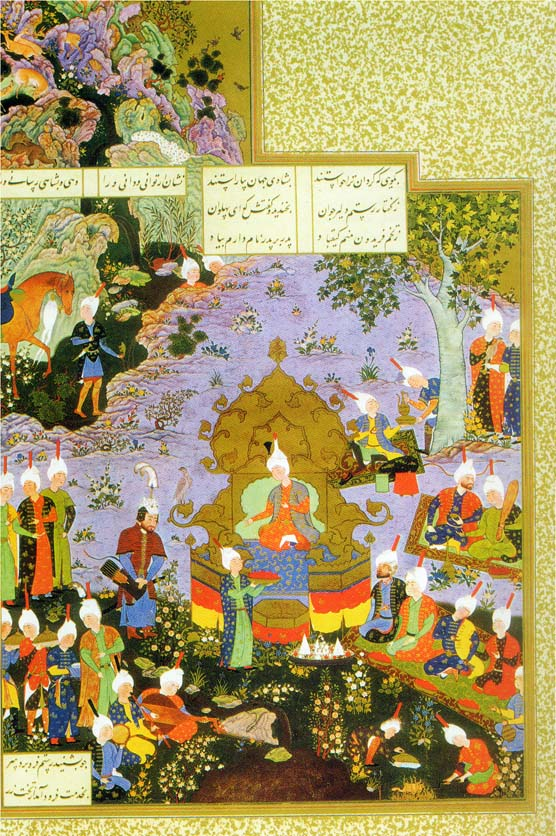
Page d'un Livre des Rois (Grand Livre des Rois de Chah Tahmasp ?), Iran, première moitié du XVIe siècle.

Les Timourides poursuivirent et magnifièrent le mécénat de livres illustrés, portant cet art à son apogée. Le Livre des Rois fut encore l'un des textes privilégiés par les commanditaires, et toutes les écoles de peintures en produisirent, tant Hérat que Chiraz et Tabriz. Les dirigeants politiques se faisaient tous faire au moins un Livre des Rois. On en connaît ainsi un fait pour Ibrahim Sultan, un pour Baysunghur (1430), un pour Muhammad Juki…
Sous les Séfévides, il en fut fait un pour Chah Ismaïl Ier, dont il ne reste qu'une page et qui visiblement ne fut jamais achevé. Un autre est exécuté pour Chah Tahmasp, qui est l'un des plus beaux manuscrits persans connus, aujourd'hui conservé en plusieurs parties au Metropolitan Museum of Art, au musée d'art contemporain de Téhéran et dans des collections privées. C'est le plus grand Livre des Rois jamais peint. Comportant 759 folios dont 258 peintures, il a nécessité le travail d'au moins une douzaine d'artistes parmi lesquels Behzad, Soltan Mohammad, Mir Mossavver, Agha Mirek, etc. C'est le dernier grand manuscrit du Livre des Rois peint, étant donné que la mode ensuite se dirigea vers les albums. Cependant, des ateliers provinciaux comme celui de Boukhara sortirent encore des douzaines de manuscrits plus mineurs.

### LeLivre des Roisdans le reste du monde islamique
Le texte du Livre des Rois fut rapidement traduit en arabe et en turc, et beaucoup copié dans ces langues. Il est intéressant de voir qu'à la cour ottomane, au XVIe siècle, il existait un poste officiel de « shahnamedji » : le poète l'occupant devait composer des œuvres dans le style du Livre des Rois, ce qu'il faisait généralement en langue turque et non en vers persans. Ce poste, qui concrétisait une coutume née au milieu du XVe siècle, fut supprimé en 1600, bien que des commandes de ce type fussent encore passées, par Osman II (1618-1622) et Mourad IV (1623-1640), par exemple. Il montre combien le Livre des Rois reste populaire dans les pays influencés par la culture persane, même plusieurs siècles après sa création.

## Bibliographie

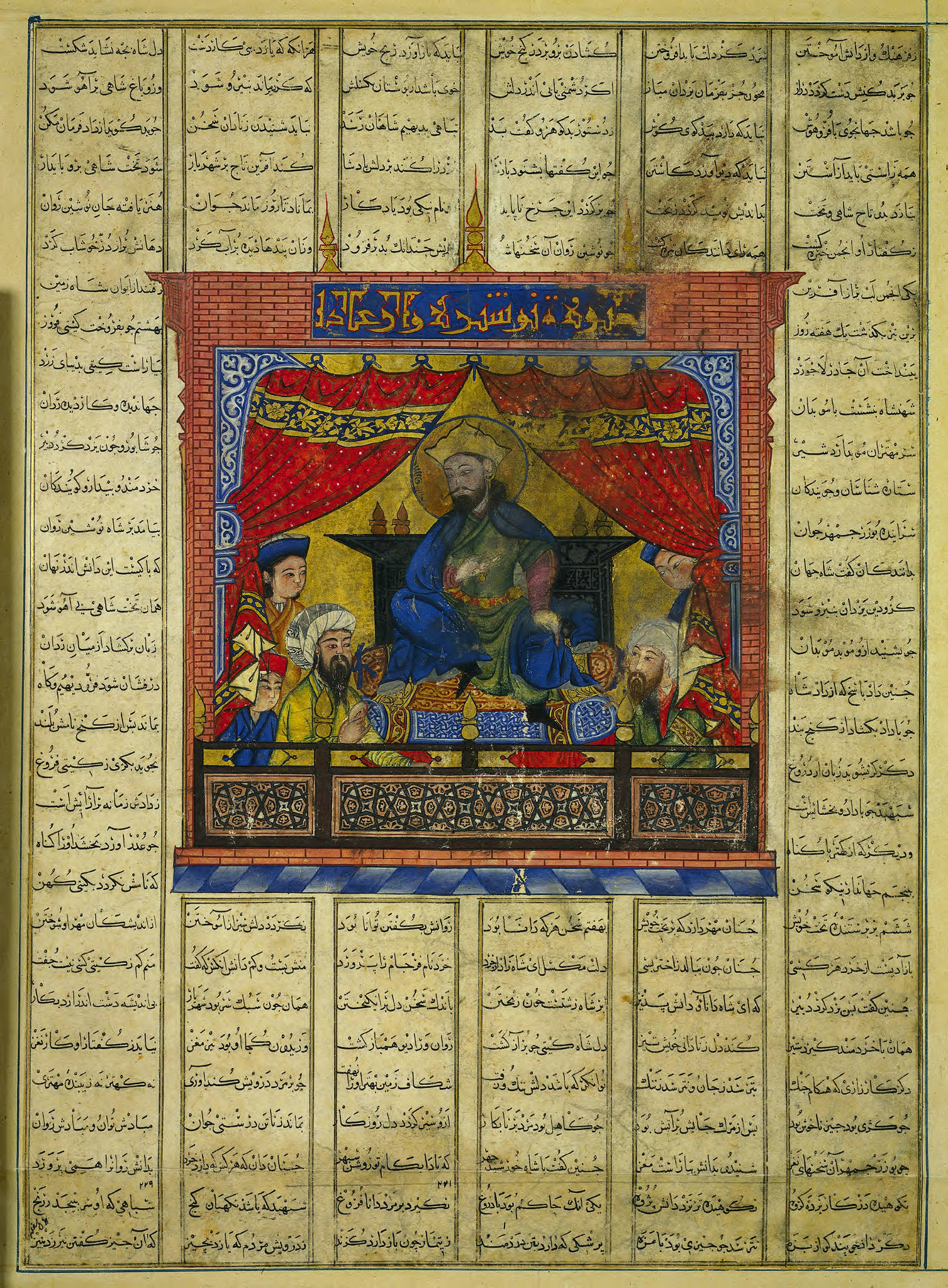
Shahnahmeh de Demotte, page de manuscrit conservée au musée d'art de Cleveland, Noushirwan donne un banquet en l'honneur de son ministre Bozorg Mihr (XIVe siècle).

### Traductions françaises
- Consulter la liste des éditions de cette œuvre
- Mohammad Javad Kamali « Bibliographie française de la littérature persane », Sokhangostar, automne 2014.
- Traduction de Jules Mohl (1871), partiellement numérisée
- Traduction complète et commentaires de Jules Mohl : Abū-al Qāsem (0940-1020) Auteur du texte Firdousi, Le livre des rois / par Abou'l Kasim Firdousi ; publié, traduit et commenté par M. Jules Mohl... [et C. Barbier de Meynard], 1838-1878 (lire en ligne)
- Traductions partielles sur le blog d'Omid
- Le livre des rois, trad. Frouzandeh Brélian-Djahanshahi, Imago, 2001, 2011.
- Shâhnâmeh: Le Livre des Rois, Introduction et traduction (intégrale en vers rimés) de Pierre Lecoq, Préface de Nahal Tajadod, Paris, les Belles Lettres, 2019, 1740 p.  (ISBN 978-2-251-45029-2) / (Feuilleter le début du livre)
- Shâhnâmeh le livre des Rois, traduit du persan en vers libres et rimés par Pierre Lecoq, Paris, Les Belles Lettres, Geuthner, 2019[2].

### Études sur leLivre des Rois
- Patrick Ringgenberg, Une introduction au Livre des Rois (Shâhnâmeh) de Ferdowsi. La Gloire des Rois et la Sagesse de l'Épopée, Paris, L'Harmattan, 2009.

### Études sur la littérature et le contexte historique
- Articles "Dakiki", "Ferdowsi", "Hamasa", "Il-khanides", "Rustam", "Shahnamedji" dans Encyclopédie de l'Islam, Brill, 1960 (2e édition).
- D. Aigle (dir.), Figures mythiques dans le monde musulman. Revue des mondes musulmans et de la Méditerranée, numéros 89-90, 2000. (Lire en ligne - consulté le 24 décembre 2019)
- Reuben Levy, Introduction à la littérature persane, Paris, G.P. Maisonneuve et Larose, 1973.

### Études sur les manuscrits et la peinture
- Articles "Bihzad", "Timourides", "Safavides" dans Encyclopédie de l'Islam, Brill, 1960 (2e édition)
- (en) S. Canby et J. Thompson, Hunt for Paradise, courts arts of Safavid Iran 1501-1576, Skira, 2004
- (en) O. Grabar, S. Blair, Epic images and contemporary history. The illustrations of the great mongol Shah Nama, University of Chicago Press, 1980
- O. Grabar, La Peinture persane, une introduction, PUF, 1999
- B. Gray, La Peinture persane, Skira, 1961
- (en) E. Sims, Peerless Images, persian painting and its sources, Yale University Press, 2002.